# Building Safer Communities. Risk Governance, Spatial Planning and Responses to Natural Hazards
Building Safer Communities. Risk Governance, Spatial Planning and Responses to Natural Hazards é um livro editado por Urbano Fra Paleo, lançado em 2009 pela editora IOS Press.
Este ensaio versa sobre os princípios conceituais da governança do risco, cuja execução poderia atenuar o aumento dos prejuízos causados pelos perigos naturais. Promove a adoção duma abordagem proactiva e preventiva nas políticas públicas, especialmente através do planejamento urbano e regional, influenciando a ocupação das áreas de perigo. O livro é tanto uma introdução ao desenvolvimento e implementação a nível estratégico das políticas para fazer face ao risco, como um passo na integração das políticas existentes, incluindo a gestão de emergência e proteção civil, a gestão ambiental, o desenvolvimento econômico local ou o planejamento territorial. Os autores estudam e propõem soluções que revisam as diferentes estratégias integradas dos vários níveis de governo a levar em consideração:
- O papel central dos municípios no planejamento da mitigação,
- A integração da mitigação nos objetivos social, econômico e ambiental,
- O envolvimento de todos os intervenientes no planejamento da mitigação,
- Evitar a perturbação das funções ambientais,
- A necessidade de integrar a normativa dos níveis superiores da administração com o planejamento colaborativo, de forma a assegurar o envolvimento dos municípios e que o planejamento seja sustentável,
- Cumpre melhorar os processos participativos de tomada de decisões para diferenciar classes e aplicações, e responder de forma eficaz na gestão de risco,
- A percepção social do risco e a resposta deve ser uma parte integrante do processo de planejamento,
- Os processos de exposição individual e coletiva aos perigos naturais devem ser entendidos para evitar futuras exposições,
- É necessário integrar o princípio da precaução na gestão de riscos, embora sujeito a uma regulamentação em termos compreensíveis para permitir a tomada de decisões,
- A governança do risco urbano só pode ser entendida no contexto dos sistemas regionais e biofísicos,
- A avaliação do impacto social é uma ferramenta para melhor identificar as dimensões sociais do risco,
- O planejamento deve ser encarado mais como um processo do que um resultado,
- A recuperação e reabilitação pos-desastre são uma oportunidade para a mitigação e a melhora dos assentamentos humanos e das zonas urbanas.[1]

Urbano Fra Paleo é um geógrafo e professor de Geografia Humana, atualmente na Universidade de Santiago de Compostela, Espanha. Foi um pesquisador do Environment Institute da Universidade de Denver, e U.S. Geological Survey em Denver e Havaí.